# 卡倫山 (布雷根茨森林山脈)
47°23′14″N 9°45′3″E / 47.38722°N 9.75083°E

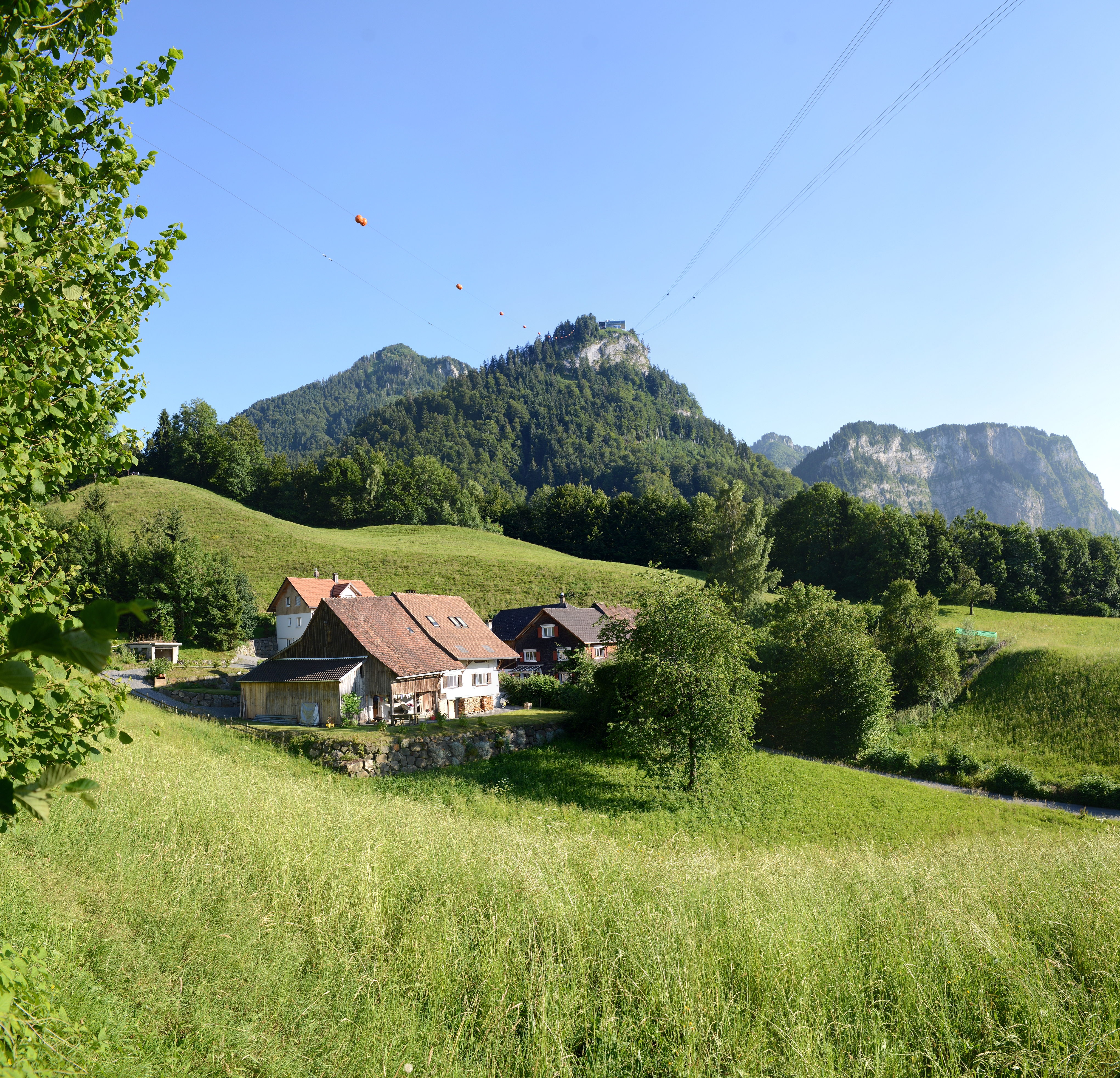

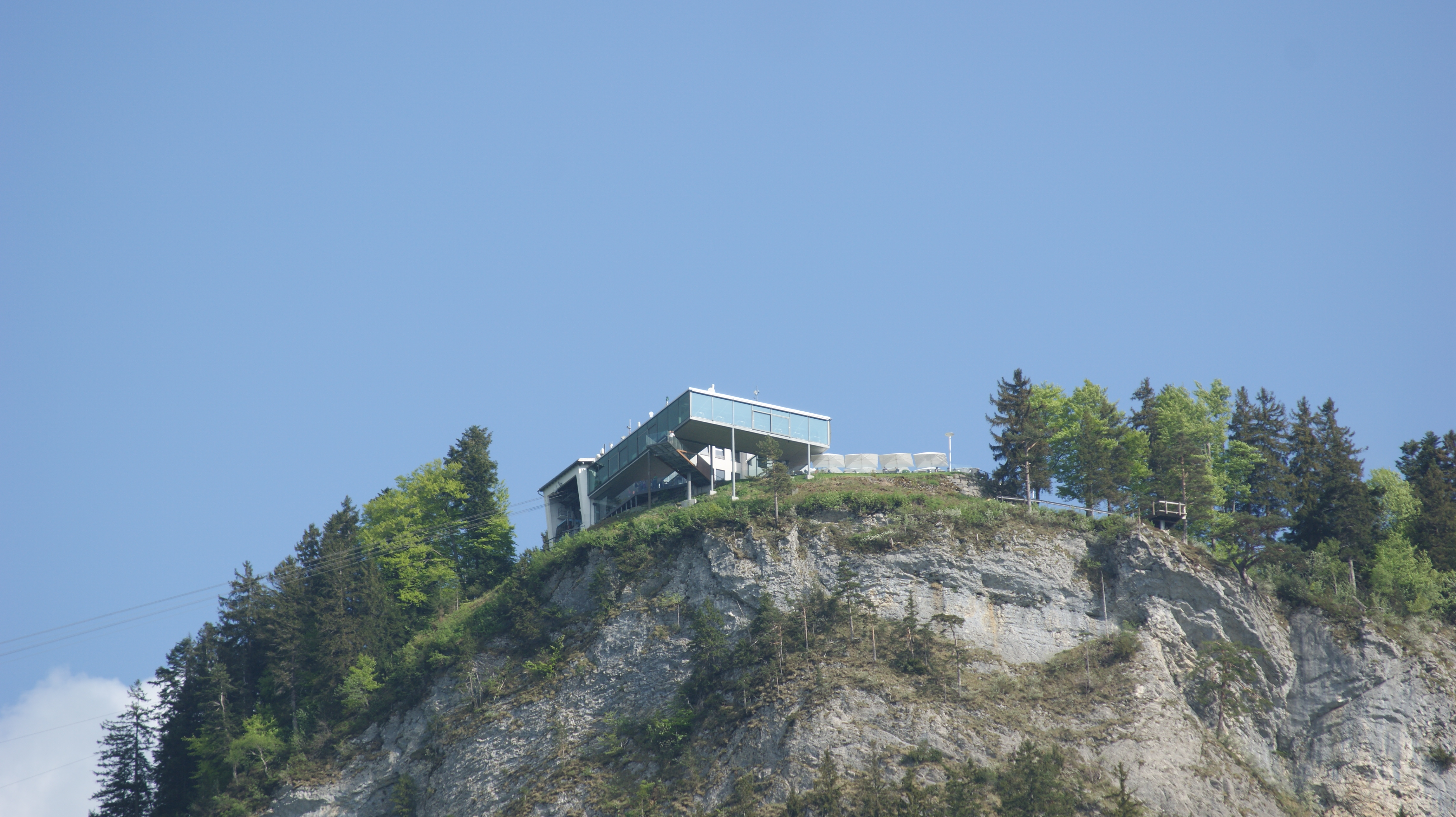

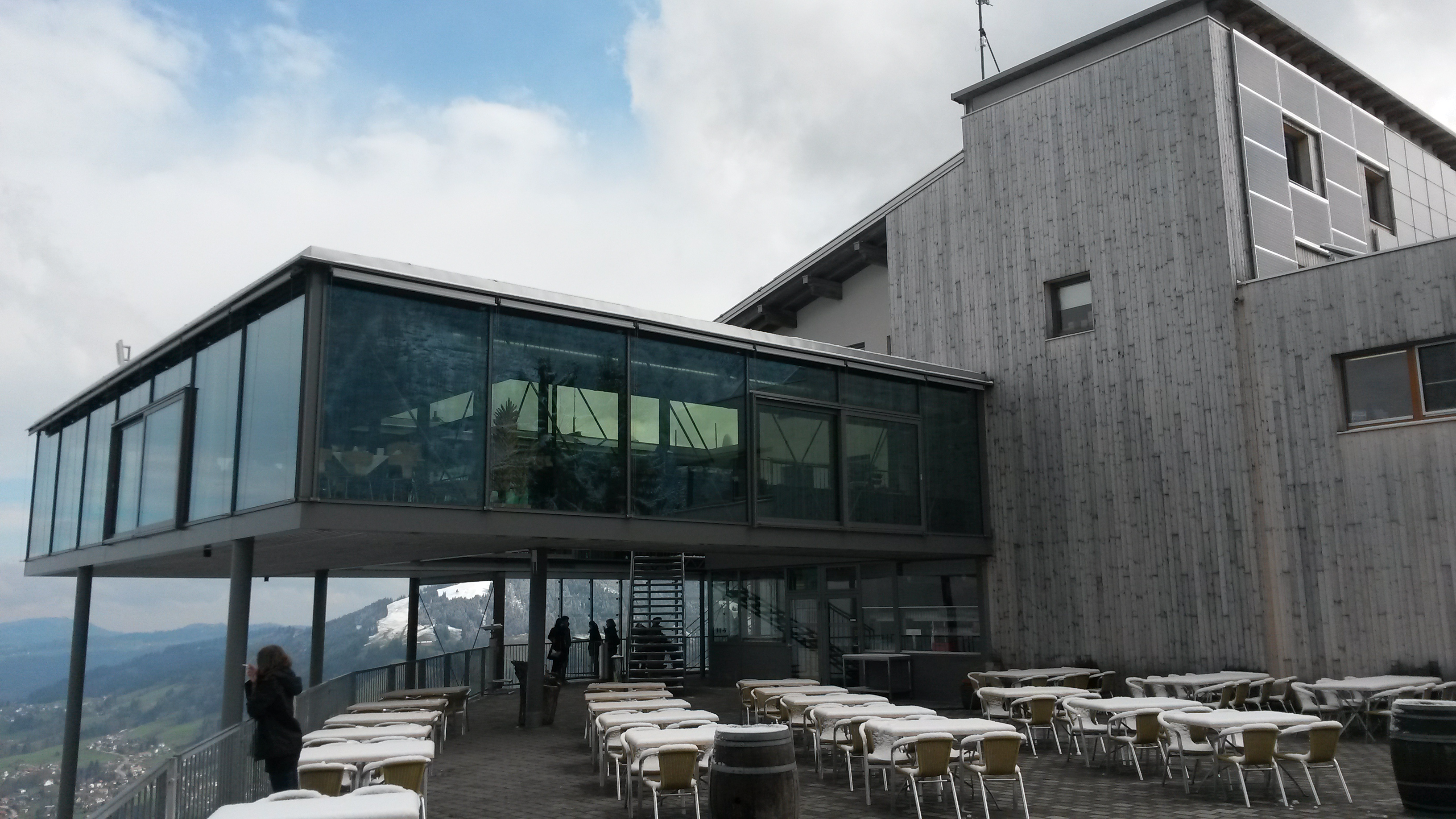

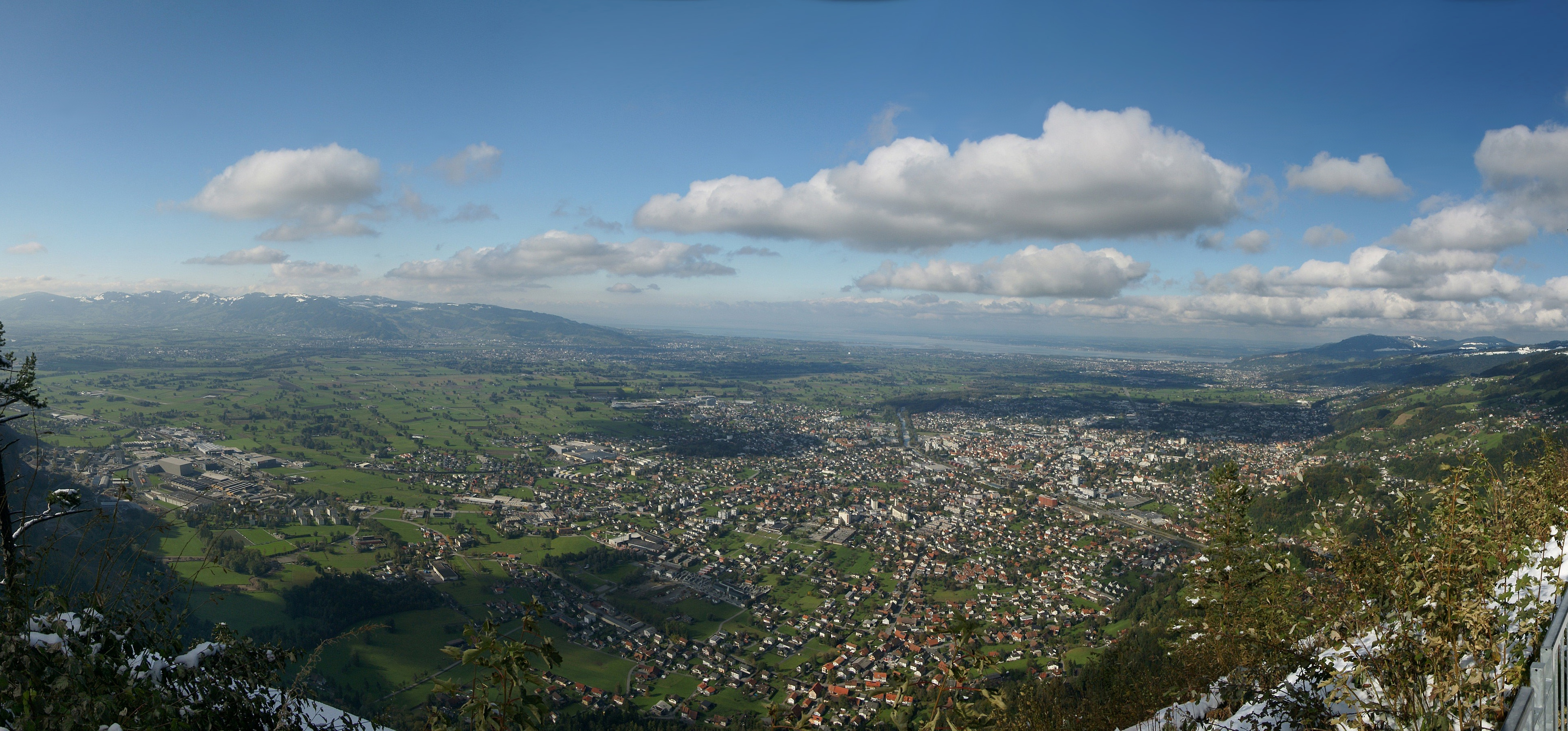

卡倫山（德語：Karren），是奧地利的山峰，位於該國西部，由福拉爾貝格州負責管轄，屬於布雷根茨森林山脈的一部分，距離施陶芬山0.4公里，海拔高度971米。